# Palawa
Palawa è una suddivisione dell'India, classificata come census town, di 9.757 abitanti, situata nel distretto di Hazaribag, nello stato federato del Jharkhand. In base al numero di abitanti la città rientra nella classe V (da 5.000 a 9.999 persone).

## Geografia fisica
La città è situata a 24° 00' 45 N e 85° 20' 26 E.

## Società

### Evoluzione demografica
Al censimento del 2001 la popolazione di Palawa assommava a 9.757 persone, delle quali 5.127 maschi e 4.630 femmine. I bambini di età inferiore o uguale ai sei anni assommavano a 1.825, dei quali 913 maschi e 912 femmine. Infine, coloro che erano in grado di saper almeno leggere e scrivere erano 5.829, dei quali 3.384 maschi e 2.445 femmine.